# Café transit
Pour plus de détails, voir Fiche technique et Distribution.
Café transit (en persan : کافه ترانزیت) est un film iranien réalisé en 2006 par Kambuzia Partovi.

## Synopsis
À la mort de son époux, Ryhan, une jeune femme iranienne, refuse de suivre la tradition locale qui lui impose de se marier avec son beau-frère. 
Afin de mener une vie indépendante et subvenir aux besoins de ses deux petites filles, elle décide de rouvrir le café routier tenu auparavant par son mari. 

## Fiche technique
- Scénario et réalisation : Kambuzia Partovi
- Montage : Jafar Panahi
- Direction de la photographie : Mohmmad Reza Sokout
- Année de sortie : 2006
- Pays : Iran, France
- Durée : 105 min.
- Langues : persan, grec, russe, turc
- Distributeur : K-Films Amérique (Québec)

## Distribution
- Parviz Parastui : Nasser
- Fereshteh Sadre Orafaiy : Ryhan
- Esmaïl Soltanian : Oujan
- Nikolas Padapopulos : Zakario
- Svieta Mikalishina : Svieta
- Vanchos Constantin
- Jafar Vahabpour : Karim
- Rana Karmanshahi : Rana
- Zahra Jalilzadeh : Sara
- Mehtab Talebi : Zoleykhah
- Teli Ghanimati
- Telebe Kazem Shayani
- Serie Aghdami
- Roya Zare
- Hoseyn Mahmodzadeh